# Значок «Отличник физической культуры и спорта»
Нагрудный знак «Отличник физической культуры и спорта» — ведомственная награда Всесоюзного комитета по делам физической культуры и спорта при Совете министров СССР, впоследствии, и Министерства спорта Российской Федерации. Знак учреждён 7 октября 1946 года.

## История
Нагрудный знак «Отличник физической культуры и спорта» вручается с 1946 года, когда в газете «Советский спорт» было опубликовано положение о значке «Отличник физической культуры и спорта».
Знак был учреждён для поощрения наиболее отличившихся физкультурных работников, преподавателей, тренеров и общественных деятелей. В СССР награждение знаком осуществлялось на основании приказа Всесоюзного комитета по делам физической культуры и спорта при Совете Министров СССР по представлению Комитетов по делам физической культуры и спорта союзных республик, Москвы и Ленинграда, отдела физкультуры и спорта ВЦСПС, Центральных советов спортивных обществ «Динамо», «Спартак», «Трудовые резервы» и Управления физической подготовки МВС СССР.
Знаком награждались:
- физкультурные работники, отличившиеся в течение ряда лет своей плодотворной деятельностью в деле развития физической культуры и спорта;
- преподаватели, тренеры и инструктора по спорту, отличившиеся на педагогической работе, воспитавшие за время своей работы ряд высококвалифицированных спортсменов.

Награждённым кроме знака вручалась грамота Всесоюзного комитета (с 1960 года — удостоверение к знаку).
Впоследствии положение уточнялось. Вводились новые категории награждаемых:
- комсомольские, профсоюзные, хозяйственные работники, физкультурники и спортсмены за многолетнюю успешную общественную работу или спортивные достижения;
- научные работники по физической культуре и врачи, рабочие, инженерно-технические работники и служащие за многолетнюю и хорошую работу в области проектирования, конструирования и производства спортивных изделий.

Кроме того, позднее, в целях недопущения массовых награждений, разрешено было награждать им не более одной тысячи человек в течение года.
Исполнение знака также претерпевало изменения.
По неофициальным данным, всего в СССР было вручено около 23 тысяч значков «Отличник физической культуры и спорта».

## Знак в России
После распада СССР знак был вновь учреждён 25 мая 1995 года приказом Государственного комитета РФ по физической культуре и спорту. В 2012 году, в связи с созданием Министерства спорта Российской Федерации, переутвержден приказом Минспорта России № 88 от 17 августа 2012 года.
Действующая редакция положения о нагрудном знаке «Отличник физической культуры и спорта» утверждена приказом Минспорта России от 4 декабря 2019 года № 1025.
Положением определено, что знаком награждаются лица:
- за многолетнюю и плодотворную работу по развитию физической культуры и спорта в Российской Федерации;
- за успехи в подготовке спортсменов и иных специалистов в области физической культуры и спорта;
- за успехи в разработке учебно-методической литературы, пособий по развитию детско-юношеского спорта, спорта высших достижений, спорта лиц с ограниченными возможностями здоровья и других видов спорта.

Лица, представляемые к награждению нагрудным знаком, должны одновременно соответствовать следующим требованиям:
- наличие благодарности министра спорта Российской Федерации и почётной грамоты Министерства спорта Российской Федерации;
- отсутствие неснятого дисциплинарного взыскания;
- отсутствие спортивной дисквалификации.

Также определен порядок награждения (приложение № 2 к приказу № 1025).
Нагрудный знак носится на левой стороне груди, ниже государственных наград Российской Федерации, РСФСР, СССР.